# Saïda-Gouba
Saïda-Gouba (en russe : Сайда-Губа) est une localité inhabitée de l'okroug urbain d'Aleksandrovsk (une ZATO) de l'oblast de Mourmansk, en Russie arctique.

## Géographie
Le village de Saïda-Gouba se situe dans l'oblast de Mourmansk, un oblast de la Laponie, en Russie arctique, et il fait partie du district fédéral du Nord-Ouest. Le village fait partie de l'okroug urbain d'Aleksandrovsk une subdivision de l'oblast.  
Saïda-Gouba, comme tout l'oblast de Mourmansk, est située dans le fuseau horaire MSK (heure de Moscou). Le décalage horaire appliqué par rapport au temps universel coordonné est +03:00.

## Démographie
Recensements (*) et estimations de la population,,:
| 1939  | 1959 | 1979 | 2002 * |
| ----- | ---- | ---- | ------ |
| 7 736 | 914  | 168  | 0      |

| 2010* | - | - | - |
| ----- | - | - | - |
| 0     | - | - | - |